# Paul Alexander Yost mlajši
Paul Alexander Yost mlajši, ameriški admiral, * 27. september 1929, † 9. februar 2022.